# Mariola Bidzan
Mariola Elżbieta Bidzan – polska psycholog, profesor nauk społecznych, nauczyciel akademicki Uniwersytetu Gdańskiego. Specjalności naukowe: psychologia kliniczna, psychologia zdrowia, psychologia prokreacyjna, psychosomatyka.

## Życiorys
Absolwentka SP nr 16 w Tarnowie i III LO im. Adama Mickiewicza w Tarnowie. W 1985 ukończyła psychologię na Uniwersytecie Jagiellońskim. W 1992 na podstawie rozprawy pt. Osobowość kobiet leczonych z powodu niepłodności uzyskała na Wydziale Filologiczno-Historycznym Uniwersytetu Gdańskiego stopień naukowy doktora nauk humanistycznych w dyscyplinie psychologia, w specjalności psychologia kliniczna. Na tej samej uczelni na Wydziale Nauk Społecznych na podstawie dorobku naukowego oraz monografii pt. Jakość życia pacjentek z różnym stopniem nasilenia wysiłkowego nietrzymania moczu otrzymała w 2009 stopień doktora habilitowanego nauk społecznych, dyscyplina: psychologia, specjalność: psychologia kliniczna. W 2015 nadano jej tytuł profesora nauk społecznych.
Została profesorem zwyczajnym Uniwersytetu Gdańskiego (na Wydziale Nauk Społecznych) w Instytucie Psychologii i Dyrektorem tego Instytutu. Kieruje także Zakładem Psychologii Klinicznej i Zdrowia oraz studiami podyplomowymi z Diagnostyki Psychologicznej oraz z Psychologii Klinicznej [pod jej kierownictwem funkcjonuje ośrodek akredytacyjny Psychologii Klinicznej w IP UG, kształcący zgodnie z programem ministerialnym specjalizacji w Psychologii Klinicznej (Instytut Psychologii UG pod nr 18)]. Redaktor Naczelny Health Psychology Report. Członkini Rady Redakcyjnej czasopisma Acta Neuropsychologica.
Członkini zespołu ds. Gdańskiego Programu Ochrony Zdrowia Psychicznego 2016–2020.
Od 2019 jest członkinią Rady Doskonałości Naukowej I i II kadencji.